# Dothideomycetes
Dothideomycetes é a maior e mais diversa classe de fungos ascomicetes. Compreende 11 ordens, 90 famílias, 1 300 géneros e mais de 19 000 espécies conhecidas. Tradicionalmente, a maioria dos seus membros era incluída nos Loculoascomycetes, que não fazem parte da classificação atualmente aceita
. Tal indica que várias caraterísticas morfológicas tradicionais desta classe não são únicas e as comparações de sequenciamento de ADN são importantes para definir a classe.
A designação Loculoascomycetes foi inicialmente proposta para todos os fungos com desenvolvimento ascolocular. Este tipo de desenvolvimento refere-se ao modo como a estrutura sexual, portadora de esporos (ascósporos) se forma. Os Dothideomycetes produzem sobretudo estruturas em forma de frasco designadas pseudotécios, apesar de existirem outras variantes de forma (p.e. estruturas encontradas em Hysteriales). Durante o desenvolvimento ascolocular, bolsas (lóculos) formam-se primeiro no interior de células vegetativas do fungo e só depois se formam todas as estruturas subsequentes. Estas incluem os ascos, os quais têm uma camada exterior mais espessa, através da qual uma camada interior mais delgada 'irrompe' para libertar os esporos. Estes ascos são portanto designados como bitunicados ou fissitunicados. Após várias comparações de sequências de ADN tornou-se claro que outro grupo de fungos que partilha destas caraterísticas é remotamente aparentado. Trata-se das "leveduras negras" da subclasse Chaetothyriomycetidae (Eurotiomycetes). Tal significa que os Loculoascomycetes não constituíam um grupo natural.
Os membros mais bem conhecidos nesta classe são vários patógenos vegetais importantes (como Phaeosphaeria nodorum e Venturia inaequalis). Contudo, uma parte significativa das espécies descritas são endófitas ou sapróbicas, crecendo em restos de madeira, folhas em decomposição ou excrementos. Um número menor existe como líquenes e uma única espécie, Cenococcum geophilum, pode formar micorrizas com raízes de plantas.